# 용루각: 비정도시
"용루각: 비정도시"는 2020년에 개봉한 대한민국의 영화이다.

## 캐스팅
- 지일주 : 철민 역
- 배홍석 : 용태 역
- 박정화 : 지혜 역
- 장의수 : 승진 역
- 정의욱 : 곽 사장 역
- 이윤건 : 호철 역
- 노영주  : 민기 역
- 강율  : 재범 역
- 조현  : 예주 역
- 임소영  : 은지 역
- 전현수 : 강 대표 역
- 권선호 : 똘마니 역
- 주연우 : 건달 1 역
- 성노진 : 정태 역
- 신윤정 : 혜원 역
- 박노경 : 원우 역
- 김영  : 봉구 역
- 한수혁 : 봉구친구 1 역
- 길도영 : 봉구친구 2 역
- 김우림 : 봉구친구들 역
- 미송 : 봉구친구들 역
- 노형주 : 봉구친구들 역
- 김주영 : 봉구친구들 역
- 오우진 : 봉구친구들 역
- 김태인 : 봉구친구들 역
- 오병남 : 동백물산 사장 역
- 탁트인 : 형사 1 역
- 윤우종 : 형사 2 역
- 이동희 : 용태 부 역
- 이순복 : 국밥집 할머니 역
- 김가애 : 편의점 알바생 역
- 장예린 : 분식집 커플 역
- 김유성 : 분식집 커플 역
- 김명준 : 호아파 조직원 역
- 고영봉 : 호아파 조직원 역
- 윤토왕 : 호아파 조직원 역
- 김동형 : 호아파 조직원 역
- 박찬규 : 호아파 조직원 역
- 권용덕 : 호아파 조직원 역
- 유용국 : 호아파 조직원 역
- 김수영 : 호아파 조직원 역
- 신준영 : 호아파 조직원 역
- 최기표 : 호아파 조직원 역
- 홍석락 : 호아파 조직원 역
- 김민송 : 호아파 조직원 역
- 김대현 : 삼합회 역
- 마성민 : 삼합회 역
- 오진석 : 삼합회 역
- 현민영 : 섹시걸 역
- 염진권 : 파티 남녀 역
- 최창욱 : 파티 남녀 역
- 이서경 : 파티 남녀 역
- 신중민 : 파티 남녀 역
- 이도현 : 파티 남녀 역
- 이종근 : 파티 남녀 역
- 김태원 : 파티 남녀 역
- 강호빈 : 파티 남녀 역
- 신호석 : 파티 남녀 역
- 김용호 : 파티 남녀 역
- 송은경 : 파티 남녀 역
- 박주희 : 파티 남녀 역
- 이선우 : 파티 남녀 역
- 박혜원 : 파티 남녀 역
- 이세빈 : 파티 남녀 역
- 이성근 : 파티 남녀 역
- 오지호 : 김 신부 역 (특별출연)
- 임형준 : 최 판사 역 (특별출연)

## 같이 보기
- 2020년 대한민국의 영화 목록